# Комиссаровское сельское поселение (Красносулинский район)
Комиссаровское сельское поселение — муниципальное образование в Красносулинском районе Ростовской области. 
Административный центр поселения — хутор Лихой.

## География
Комиссаровское сельское поселение расположено на севере Красносулинского района Ростовской области. Поселение занимает площадь 2315,8 кв.км. Административным центром селения является хутор Лихой. В  поселении проживает 6649 человек. Расстояние до районного центра — 65 км.
Протяженность автодорог с твердым покрытием составляет около 40 км. Населенные пункты поселения не газифицированы. По хутору Лихому проложен газопровод среднего давления. Централизованным водоснабжением обеспечены: хутор Лихой, пос. Чичерино, п. Розет, хутор Тацин, хутор Комиссаровка.
На  территории поселения доступны четыре оператора мобильной связи.  На территории поселения работает промышленное предприятие  ООО «Транзит» и сельскохозяйственные предприятия: ООО «Огрохимсервис», ООО «ОРТ-АГРО», АФ «Топаз».

## Население
| 2010  | 2012  | 2013  | 2014  | 2015  | 2016  | 2017  | 2018  | 2019  |
| ----- | ----- | ----- | ----- | ----- | ----- | ----- | ----- | ----- |
| 6679  | ↘6567 | ↘6550 | ↘6499 | ↘6462 | ↘6405 | ↘6300 | ↘6218 | ↘6140 |
| 2020  | 2021  |       |       |       |       |       |       |       |
| ↘6031 | ↘6001 |       |       |       |       |       |       |       |

## Состав сельского поселения
| № | Населённый пункт | Тип населённого пункта        | Население |
| - | ---------------- | ----------------------------- | --------- |
| 1 | Зелёный Холм     | посёлок                       | 23        |
| 2 | Калиновка        | хутор                         | 94        |
| 3 | Комиссаровка     | хутор                         | 656       |
| 4 | Лихой            | хутор, административный центр | ↗3162     |
| 5 | Розет            | посёлок                       | 945       |
| 6 | Тацин            | хутор                         | 945       |
| 7 | Чичерино         | посёлок                       | 854       |

## Местное самоуправление
Глава Комиссаровского сельского поселения - Гетманов Владимир Ильич.

## Достопримечательности
В хуторе Лихой находится Братская могила с мемориальным комплексом и однофигурным памятником высотой 2,8 метра на постаменте.
Также здесь имеется Церковь Георгия Победоносца, где хранится около 40 святых мощей, включая мощи оптинских старцев и Мощи Святого Луки Крымского. Наиболее почитается икона — Святой Матрены Московской.